# Nafri
Nafri ist eine interne Arbeitsbezeichnung der Polizei Nordrhein-Westfalen für „Nordafrikaner“ oder „Nordafrikanischer Intensivtäter“. Es handelt sich um eine Abkürzung, die polizeiintern zum Beispiel im Funkverkehr genutzt wird. Darüber hinaus fand der Begriff nach den Vorfällen an den Silvesternächten in Köln 2015/16 sowie 2016/17 öffentliche und mediale Beachtung und wird seitdem kontrovers diskutiert.

## Polizeiliche Bezeichnung
Eine eindeutige und amtliche Definition für Nafri existiert nicht. Laut dem Kölner Polizeipräsidenten Jürgen Mathies wird die Bezeichnung seit 2013 behördenintern für nordafrikanische Intensivtäter verwendet. Der Rheinischen Post zufolge richtete die Polizei in Düsseldorf und Köln 2014 inoffizielle Arbeitsgruppen ein, um Kriminalität von allein reisenden Männern aus dem nordafrikanischen Raum zu dokumentieren. Dabei habe sich der Ausdruck „Nafri-Täter“ etabliert. Im März 2014 bezeichnete die Kölner Stadtverwaltung das Projekt als „NAFRI – Straftäter aus nordafrikanischen Staaten“.
Die Bezeichnung wurde nach der Kölner Silvesternacht 2015/2016 öffentlich bekannt und wurde danach auch von Medien übernommen. Im Januar 2016 stellten die Fraktionen von SPD, CDU, Bündnis 90/Grüne und FDP im Landtag den Antrag, einen Untersuchungsausschuss zur Silvesternacht 2015/2016 einzusetzen. Im Antrag wurden das Projekt bzw. die Sonderkommission „NAFRI“ genannt.
Nach Presseangaben Anfang 2017 definiert das Landeskriminalamt Nordrhein-Westfalen das „Phänomen Nordafrikaner (NAFRI)“ in einer Verschlusssache (VS-NfD) folgendermaßen:
- Tatverdächtige aus Ägypten, Algerien, Libanon, Libyen, Marokko, Syrien oder Tunesien,[16]
- meist zwischen 15 und 25 Jahre alt (nach eigenen Angaben häufig minderjährig);
- begangen werden insbesondere Raub-, Körperverletzungs-, Betäubungsmittel- oder Taschendiebstahldelikte in Innenstadtbereichen.

Andere Behörden wie die Polizei Berlin verwenden die Bezeichnung nicht. Stattdessen werden Regionenbezeichnungen wie Maghreb benutzt oder es wird von „südländischer Erscheinung“ gesprochen. Ebenso teilte das Bundesministerium des Innern mit, dass das Wort keine offizielle Sprachregelung oder ein offizieller Begriff sei, den sie verwenden würden.

## Kontroversen
Öffentlich bekannt wurde die Bezeichnung durch einen Tweet der Kölner Polizei in der Silvesternacht 2016/2017 über ihren Einsatz am Hauptbahnhof Köln („Am HBF werden derzeit mehrere Hundert Nafris überprüft. Infos folgen“). Dies löste eine politische Diskussion aus. Simone Peter, eine der beiden Grünen-Vorsitzenden, nannte den Begriff „völlig inakzeptabel“, da er eine herabwürdigende Gruppenbezeichnung sei. Der grüne Oberbürgermeister Tübingens, Boris Palmer, fand die offizielle externe Verwendung des internen Ausdrucks unangemessen, verteidigte aber im Gegensatz zu Peter den Polizeieinsatz. Auch Cem Özdemir, gemeinsam mit Peter Co-Vorsitzender der Grünen, verteidigte den Polizeieinsatz und auch das gezielte Ansprechen von Nordafrikanern. Wichtig sei, „dass die Menschen in Köln sicher waren“. Ebenso äußerte sich die innenpolitische Sprecherin der Grünen Irene Mihalic, die meinte, Peters Aussagen erweckten den Eindruck, sie denke „egal was die Polizei macht, sie macht es nie richtig. Diesen Eindruck sollten wir versuchen zu vermeiden.“
Laut Jürgen Mathies ist Nafri ein polizeiinterner Ausdruck für Nordafrikanischer Intensivtäter. In der Silvesternacht sei es laut Mathies nicht um das Aussehen von Personen gegangen, sondern um deren aggressives Verhalten. Davon abweichend wird jedoch in einem Artikel von Zeit Online berichtet, dass „eine Definition im Umlauf“ sei, wonach das Wort „allein eine ethnische Zugehörigkeit beschreiben soll – also Nordafrikaner, unabhängig von einer möglichen Straffälligkeit.“ In diese Richtung wurde etwa ein Polizeisprecher bei Spiegel Online zitiert. Der Vorsitzende der DPolG Bundespolizeigewerkschaft, Ernst G. Walter, erklärte ebenso, „Nafri“ stehe für nordafrikanische Intensivtäter. Damit seien nicht pauschal alle Menschen aus Nordafrika gemeint: „Wenn eine nordafrikanische Person in Verdacht steht, eine Straftat zu begehen, ist sie ein ‚Nafri‘.“ Zugleich erklärte er, dass der Begriff weder rassistisch noch als Schimpfwort zu verstehen sei. Thomas Wüppesahl, Sprecher der Bundesarbeitsgemeinschaft kritischer Polizisten, äußerte sich, es sei ein behördentypisches Kürzel.
Um den Begriff positiv zu besetzen, hat die Kinderbuchautorin Nadia Doukali sich Nafri als Markenbegriff rechtlich schützen lassen.
Das Bundesministerium der Justiz und für Verbraucherschutz kritisierte die Verwendung dieses Ausdrucks. Die Sprachwissenschaftlerin und Sprecherin der Jury der Sprachkritischen Aktion Unwort des Jahres Nina Janich sagte, dass die Benutzung des Kürzels „um sich schnell zu verständigen“ erst einmal „Fachsprache oder eben eine besondere Art von interner Kommunikation“ sei. Bei einem medialen Gebrauch, wenn es allgemein um Flüchtlinge gehe, könne eine solche Verwendung problematisch sein und den Kriterien für das Unwort des Jahres entsprechen. Der Sprachwissenschaftler Anatol Stefanowitsch argumentierte u. a., dass die Polizei den Begriff zunächst geschaffen habe, „weil sie eine Bezeichnung für eine bestimmte Gruppe wiederholt straffälliger Menschen brauchte.“ Diese Absicht sei nicht zu verurteilen. Jedoch nehme, sobald die Bezeichnung öffentlich wurde, „ihre Bedeutungsentwicklung ein Eigenleben an“. In diesem Fall habe „sich schnell eine Doppeldeutigkeit zwischen Menschen und Straftätern aus einer bestimmten geographischen Region herausgebildet“, die potenziell rassistische Denk- und Handlungsweisen auslösen bzw. verstärken könne. Zudem wurde ein breiter und heterogener Personenkreis zusammengefasst, der sich vorrangig dadurch auszeichnet, „nicht weiß zu sein.“
Es entstand zudem eine Diskussion um Racial Profiling, da die Polizei eintreffende Männer der „fahndungsrelevanten Klientel“ abfing und kontrollierte. Nach Polizeiangaben waren dies fast ausschließlich Personen aus dem Maghreb und anderen arabischen Ländern. Kritik an der Auswahl der Personen wurde entgegengehalten, dass man wisse, wie ein „Nafri“ aussehe. Zwei Wochen später korrigierte die Polizei Köln ihre Angaben. Die überprüften Männer seien nach ersten Ergebnissen zu einem großen Teil Staatsbürger des Irak, Syriens und Afghanistans und nur zu einem geringen Teil aus nordafrikanischen Ländern. Bei 425 der 674 Personen sei nun eine vorläufige Nationalität festgestellt: Es handelte sich um 99 Iraker, 94 Syrer, 48 Afghanen, 46 Deutsche und 30 Nordafrikaner.
Der Bundesverkehrsminister Alexander Dobrindt führte die öffentliche Diskussion um den Begriff Nafri fort, indem er der Passauer Neuen Presse sagte: „Die Menschen wollen klare Antworten auf die Frage, wie der Staat bestmöglich für ihre Sicherheit sorgt und sie zum Beispiel vor Nafris schützt“, und erntete dafür von der SPD, den Grünen und den Linken massive Kritik.
Die 2018 veröffentlichte Analyse niedersächsischer Daten ergab: Während der Anteil von Nordafrikanern an den gesamten Flüchtlingen nur 0,9 % betrug, waren sie für 17,1 % der Gewaltkriminalität durch Flüchtlinge verantwortlich; bei Raubdelikten lag ihre Quote sogar bei 31 %. Studien-Leiter Christian Pfeiffer führt diese überproportionale Kriminalität auf ihre mangelnde Bleibeperspektive zurück: „Sie haben bald nach ihrer Ankunft erfahren, dass sie hier unerwünscht sind, keine Arbeitserlaubnis erhalten werden und wieder in ihre Heimat zurückkehren müssen.“